# Heosemys grandis
Heosemys grandis је гмизавац из реда корњача.

## Угроженост
Ова врста се сматра рањивом у погледу угрожености врсте од изумирања.

## Распрострањење
Ареал врсте је ограничен на мањи број држава. 
Врста има станиште у Тајланду, Лаосу, Бурми, Вијетнаму, Малезији и Камбоџи.

## Станиште
Станиште врсте су слатководна подручја.